# Letteratura ladina
La letteratura ladina è la letteratura dei parlanti il ladino, minoranza linguistica delle Alpi orientali, che permane in alcune vallate dell'Alto Adige, ma anche in Trentino e in provincia di Belluno.

## Storia
A parte le leggende di epoca pre-cristiana, che furono poi registrate in forma scritta, i primi testi della letteratura ladina compaiono nel XVII secolo, in forma di brevi dichiarazioni pubbliche (primi 1631).
Nel 1807 Matie Ploner (1770-1844) ha scritto sei racconti brevi popolari e due poesie. Giovanni Battista Alton "Tita" (1845-1900), nel periodo asburgico si è adoperato per la conservazione della cultura e della lingua ladina. Come il primo poeta ladino viene considerato Angelo Trebo da Marebbe  (1862 -1888). Ha scritto 27 poesie e tre opere incompiute: Le dles castel Stries (1884), Le Scioz de San Jenn (1885) e Trei dis regina. Oltre a questi testi originali, dal XIX secolo sono state scritte anche diverse traduzioni di religiosi destinate ai chierici del seminario di Bressanone. La Storia d'S. Genofefa. (tradotta da Jan Matî Declara.) (1879) è definita il primo libro stampato in ladino.
Nel 1905 venne fondata a Innsbruck l'Uniun Ladina. All epoca uscì sempre a Innsbruck a cura di Wilhelm Moroder il giornale L'amik di Ladins, che per motivi economici arrivò solo a 3 numeri.  Dopo il 1920, poi di nuovo sotto Mussolini e di nuovo dopo il 1945 fu rafforzata la resistenza del ladino contro l'italianizzazione e il tentativo di cancellazione della lingua ladina. Dal 1961 vi è un programma culturale ladina alla radio, solo a partire dal 1988 sono resi permanenti gli spettacoli televisivi e dal 1990 un settimanale. Un contributo importante nella documentazione della letteratura ladina è stato fornito dal libro "dals Litteratura Rumauntschs e Ladin" (1979) di R. Bezzola, professore di letteratura reto-romanza a Zurigo.

## Epoca contemporanea
La letteratura ladina ha acquistato negli ultimi 25 anni una notevole fiducia in se stessa. Gli scrittori più famosi sono Ivan Senoner (nato nel 1978) dalla Val Gardena, Rut Bernardi (nata nel 1962) da Val Gardena e Iaco Rigo (* 1968) dalla Val Badia. Senoner è autore di diversi romanzi, tra i quali L Testamënt dl Lëuf e L fova n iede te Gherdëina, ed è stato plurivincitore dei concorsi letterari ladini Auturs Ladins Scrî e Scribo. Bernardi è conosciuta come autrice di testi tedeschi e ladini. Le sue opere includono un lavoro teatrale  Letres Te n Fol che ha tradotto in tedesco e ladino standard. Iaco Rigo ha composto il dramma trilingue IADO Chel Col ("Beyond the Hills - Dietro la testi Collina ") e musica scritta.
Per lo sviluppo della letteratura ladina, da diverse istituzioni (ad esempio, l'Ufficio per cultura ladina della Provincia di Bolzano) sono stati organizzati concorsi letterari e riviste letterarie di grande importanza. Autori ladini e semiladini utilizzano la rivista multilingue TRAS come un forum per la pubblicazione di poesie e prose in tutte e cinque le varianti ladine, di testi friulani e romanci e talvolta di testi in italiano e in tedesco.
Nel 2013 è stato pubblicato un ampio lavoro di Rut Bernardi e Paul Videsott sulla letteratura ladina-dolomitica.